# Lasovac
Lasovac is een plaats in de gemeente Šandrovac in de Kroatische provincie Bjelovar-Bilogora. De plaats telt 608 inwoners (2001).